# Metrolekt
Als Metrolekt wird in der Sprachwissenschaft eine Sprachvarietät bezeichnet, die in einer städtischen Metropolregion gesprochen wird. Wie beim Regiolekt handelt es sich um eine gesprochene Umgangssprache, die allerdings – einhergehend mit ihrer vorausgegangenen Entwicklung – stärker von Zuwandererwellen geprägt ist. So sind alte dialektale Substrate nicht nur weniger zahlreich, sondern haben sich auch stärker mit Einflüssen weiter entfernter Sprachen vermischt. 
Beispielsweise beim Berlinischen wie auch beim Ruhrdeutschen handelt es sich um eine städtische Sprachmischung, die nicht nur regionalen Ursprungs ist, sondern durch Mischung von Dialekten unterschiedlicher Herkunft entstanden ist. Beim Berlinerischen sind besonders Einflüsse des Niederdeutschen und Niederländischen, des Jiddischen und Französischen sowie aus dem Polnischen und Schlesischen zu nennen. Die letzten beiden haben auch das Ruhrdeutsche stark geprägt, allerdings deutlich später.
Oft entwickelt sich ein Metrolekt aus einem oder mehreren Soziolekten, da bei seiner Entstehung oft nur bestimmte Bevölkerungsgruppen den sich entwickelnden Metrolekt sprechen, während andere, eher sprachkonservativ eingestellte soziale Gruppen diesen erst im Laufe späterer Generationen aufnehmen und zu pflegen lernen.
Deutlich stärker als die Regiolekte oder gar ein Urbanolekt bildet ein Metrolekt ein Zentrum des Sprachwandels und wirkt sich mit seinen Neuerungen auf die Sprachentwicklung des Umlands aus.